# إليزافيتا باغريانتسيفا
إليزافيتا بتروفنا باغريانتسيفا (الروسية:Елизавета Петровна Багрянцева ; مواليد 27 أغسطس 1929 - 24 يناير 1996) لاعبة رمي القرص روسية فازت بالميدالية الفضية في دورة الألعاب الأولمبية الصيفية 1952.

## نشأتها
ولدت في بلدة صغيرة في سيبيريا وتدربت لأول مرة في التزلج الريفي على الثلج. لقد تغيرت لرمي القرص فقط عندما انتقلت إلى نوفوسيبيرسك للدراسة في كلية نوفوسيبيرسك للتربية البدنية. تخرجت في عام 1941 ، وعملت حتى عام 1949 كمدرسة للتربية البدنية في إيركوتسك. ثم انتقلت إلى موسكو لمواصلة دراساتها الرياضية في معهد موسكو للتربية البدنية ، وفي العام نفسه فازت بالميداليات الفضية في البطولات الوطنية وفي الألعاب الطلابية العالمية. فازت بميداليتين فضيتين أخريين ، في ألعاب الطلاب العالمية لعام 1951.